# 冬囲い

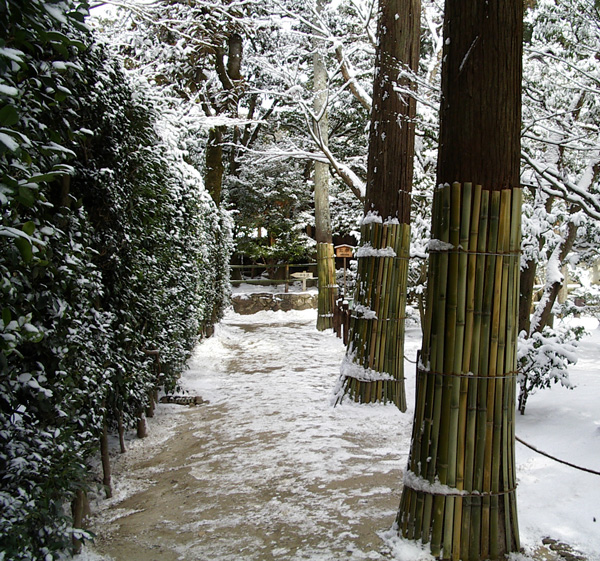
竹で囲まれた杉の樹木

冬囲い（ふゆがこい）とは、日本において、樹木（主に庭木）を積雪や冷気から保護することを目的に、藁や筵を使って囲んだり、幹を支えたりする作業。世界有数の豪雪地帯である日本の雪国においては欠かせない作業であるが、日本国外では冬季には防風ネットを掛けるといった対策がとられているにすぎない。「冬囲い」の類義語に「雪囲い」があるが、主に樹木や花木に行うものを「冬囲い」、主に建物などより広範囲に行うものを「雪囲い」という。

## 目的
冬囲いには以下のような目的がある。
- 積雪による幹折れ、枝折れ、枝抜けの防止[2]
- 冬の乾寒風からの幹や枝、花芽などの保護[1][2]
- その他の耐寒性の低い植物の保護[2]

## 金沢のこも吊り・雪吊り
金沢の長町武家屋敷跡の、土塀の続く街並みでは、冬場には、土塀に「こも」（「菰」と書く。筵のこと）を吊るこも吊りが行われている。雪が降ったり霜が降りたりすると、土塀がその雪や霜の水分を含んで、もろく崩れやすくなる。そこで、このこもを吊ることで、水分が土塀に吸収されることを妨げ、土塀の傷みを防いでいるわけである。金沢の兼六園で行われる「雪吊」も冬囲いの一種である。兼六園の雪吊り、武家屋敷のこも吊りは、金沢の年中行事の一つである。